# Pressbaum
Pressbaum es un municipio de Austria situado en el distrito de St. Pölten, en el estado de Baja Austria, Austria. Tiene una población estimada, a inicios de 2024, de 7934 habitantes.